# Willie Bauld
Willie Bauld, właśc. William Russell Logan Bauld (ur. 24 stycznia 1928 w Newcraighall, zm. 11 marca 1977 w Edynburgu) – szkocki piłkarz występujący na pozycji napastnika.
W barwach Heart of Midlothian rozegrał łącznie 294 spotkania i zdobył 183 bramki w Scottish Division One. W sezonach 1949/1950 oraz 1954/1955 został królem strzelców tych rozgrywek, odpowiednio z 30 i 21 bramkami. Z zespołem Hearts zdobył dwukrotnie mistrzostwo Szkocji (1958, 1960) oraz Puchar Szkocji (1956).
W reprezentacji Szkocji zadebiutował 15 kwietnia 1950 w przegranym 0:1 meczu el. do MŚ 1950 z Anglią, a 26 kwietnia 1950 w wygranym 3:1 towarzyskim meczu ze Szwajcarią strzelił swojego pierwszego gola w kadrze. W drużynie narodowej zagrał trzy razy i zdobył dwie bramki.